# Deutschova mez

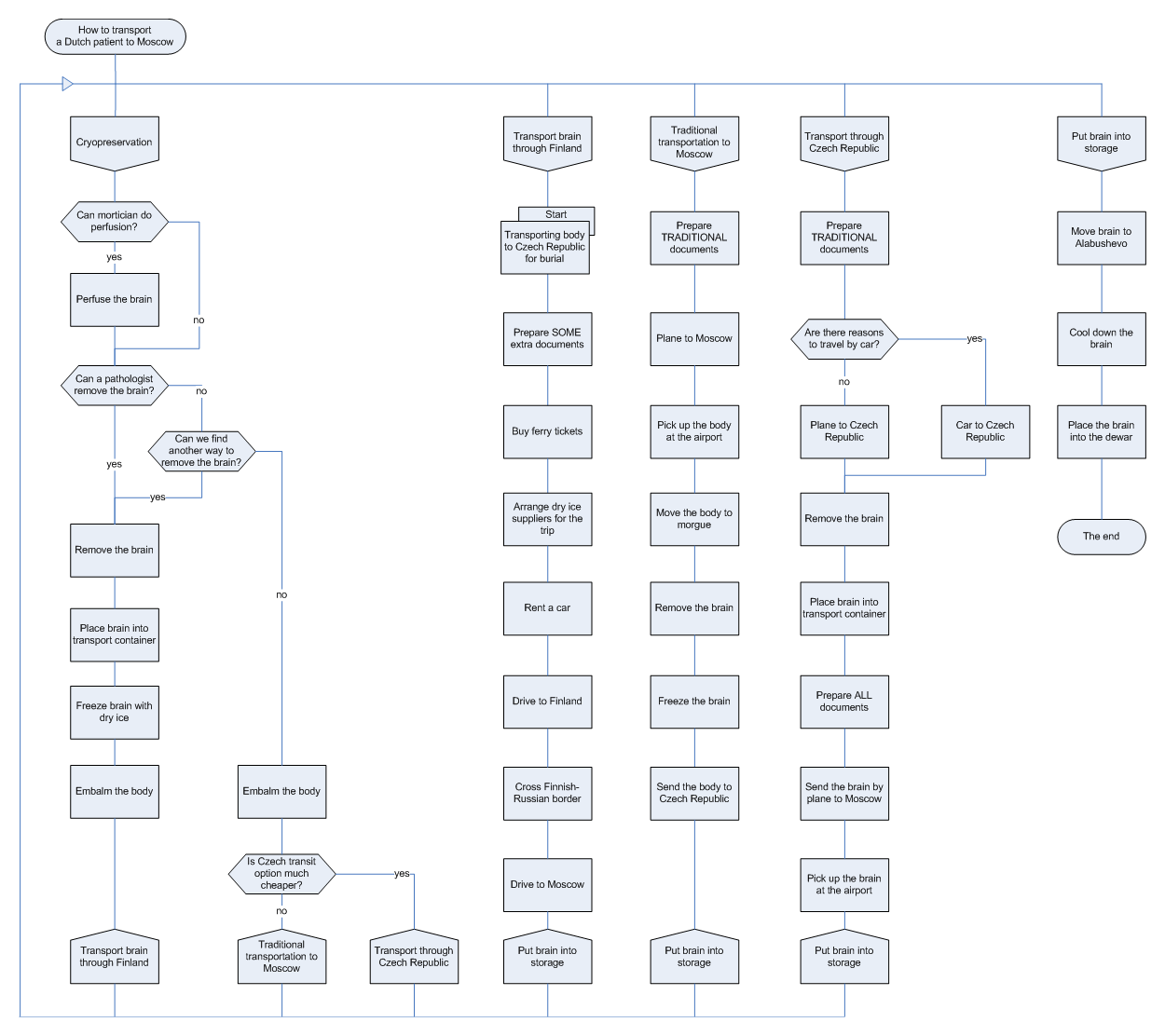
Ukázkový program ve vizuálním programovacím jazyce DRAKON, který sestává z 50 primitiv.

Deutschova mez je aforismus týkající se hustoty informací ve vizuálních programovacích jazycích, jehož autorem je L. Peter Deutsch. Jeho znění je:
Problém s vizuálním programováním je ten, že na obrazovce nelze mít současně více než 50 vizuálních primitiv.

Tímto termínem označil Fred Lakin Deutschovu poznámku na přednášce o vizuálním programování od Scotta Kima a Warrena Robinetta. Deutschova poznámka zněla: „No, to je všechno moc hezké, ale problém s vizuálními programovacími jazyky je, že nemůžete mít na obrazovce více než 50 vizuálních primitiv současně. Jak chcete napsat operační systém?“
Primitivum ve vizuálním programovacím jazyce je samostatný grafický prvek používaný k sestavení programu. Má-li jich programátor současně více k dispozici, má o programu lepší přehled. Tato mez je někdy uváděna jako příklad výhody textových jazyků oproti těm vizuálním, poukazující na větší informační hustotu textu a obtížnost škálování programů ve vizuálním jazyce.
Proti Deutschovu tvrzení stojí dva protiargumenty. Za prvé, není jasné, zda podobná mez neexistuje také pro textové programovací jazyky. Za druhé lze tuto mez překonat pomocí modularity, která se běžně používá v textových programovacích jazycích.